# Dota
Dota é uma série de jogos eletrônicos de estratégia da Valve. A série começou em 2003 com o lançamento de Defense of the Ancients (DotA), uma modificação do gênero multiplayer online battle arena (MOBA) desenvolvida por fãs para o jogo Warcraft III: Reign of Chaos e sua expansão, The Frozen Throne. A modificação original apresenta jogabilidade centrada em duas equipes de até cinco jogadores que assumem o controle de personagens individuais chamados de "heróis", que devem se coordenar para destruir a estrutura da base central do inimigo chamada de "Ancestral", para vencer o jogo. A propriedade e o desenvolvimento de DotA foram repassados várias vezes desde seu lançamento inicial até que a Valve contratou o designer-chefe da modificação IceFrog e, após uma disputa legal em andamento com a Blizzard Entertainment, a desenvolvedora do Warcraft III, negociou um acordo que permitiu à Valve herdar a marca registrada do nome Dota.
A primeira parcela autônoma da série, Dota 2, foi lançada pela Valve em julho de 2013. Uma sequência de DotA, o jogo mantém os mesmos elementos de jogabilidade de seu antecessor, enquanto apresenta novo suporte e mecânica, bem como um cenário separado do universo de Warcraft. Artifact, um jogo de cartas colecionáveis digital com mecânica inspirada em Dota 2, foi lançado em 2018. Dota Underlords, um auto chess baseado em uma modificação de Dota 2 criado pela comunidade Dota Auto Chess, foi lançado em 2020.
O DotA original é considerado uma das modificações de jogos eletrônicos mais populares de todos os tempos, com dezenas de milhões de jogadores e uma presença consistente em torneios de esportes eletrônicos ao longo dos anos 2000. DotA é considerado um catalisador para o gênero MOBA, inspirando desenvolvedores a criar outros jogos semelhantes a ele. Da mesma forma, Dota 2 é citado como um dos maiores videogames de todos os tempos, com uma presença nos esportes eletrônicos marcada por prêmios recordes que culminam no campeonato anual conhecido como The International. Os jogos derivados da Valve foram recebidos positivamente, embora Artifact foi considerado um fracasso, pois a grande maioria de sua base inicial de jogadores foi perdida em semanas, com a Valve interrompendo o desenvolvimento logo após seu lançamento.

## Jogos
A série Dota inclui quatro jogos centrados na jogabilidade multijogador online competitiva. A modificação original, Defense of the Ancients, é um modo de jogo de Warcraft III criado pela comunidade e desenvolvido com o Warcraft III World Editor que foi lançado pela primeira vez em 2003. O nome da franquia, "Dota" , é derivado do acrônimo da modificação original, DotA. Dota 2, sua parcela autônoma, foi lançado como uma sequência gratuita para jogar em julho de 2013. O primeiro derivado, um jogo de cartas colecionáveis digitais chamado Artifact, foi lançado em novembro de 2018. O segundo derivador, um auto chess chamado Dota Underlords, foi lançado em fevereiro de 2020.
Os principais jogos da série são jogos do gênero multiplayer online battle arena (MOBA), onde o jogador assume o controle de um único personagem - um "herói" - de uma grande lista de personagens e se coordena com seus companheiros de equipe para destruir a grande estrutura de seus oponentes chamada "Ancestral", enquanto defendem a sua. Ao contrário da modificação original, que é amplamente derivada do cenário da série Warcraft, os jogos independentes compartilham sua própria continuidade. Da mesma forma, os jogos autônomos utilizam o mecanismo de jogo Source 2 e a plataforma de distribuição Steam - ambos desenvolvidos pela Valve.

### Defense of the Ancients(DotA)
O jogo que estabeleceu a propriedade intelectual do Dota foi a modificação Defense of the Ancients (DotA), do jogo Warcraft III: Reign of Chaos. Desenvolvido e lançado de forma independente pelo designer pseudônimo Eul em 2003, foi inspirado em Aeon of Strife, um mapa multijogador de StarCraft. Antes de cada partida de DotA, até dez jogadores são organizados em duas equipes chamadas "Flagelo" e "Sentinela" - inspiradas nas facções da história de Warcraft - com o primeiro no canto nordeste e o último no canto sudoeste de um mapa quase simétrico. Usando um dos vários modos de jogo, cada jogador escolhe uma única unidade poderosa chamada de "herói", sobre a qual eles recebem o controle durante a partida. Os heróis mantêm vantagens táticas especiais, em termos de estatísticas, ataque e tipos de dano, bem como habilidades que podem ser aprendidas e aprimoradas ao subir de nível no combate. A coordenação da equipe e a composição do plantel são consideradas cruciais para uma partida bem-sucedida. A moeda do jogo é o ouro, que pode ser usado para comprar itens que podem melhorar as estatísticas de um herói e fornecer habilidades especiais. O ouro é concedido aos jogadores por destruir inimigos e em incrementos de forma contínua, enquanto também é deduzido pela morte de um herói. Os heróis lutam ao lado de unidades de infantaria mais fracas controladas por computador enviadas periodicamente em ondas, que atravessam três caminhos chamados de "trilhas", que conectam as bases do Flagelo e da Sentinela. Cada trilha é alinhada com torres defensivas, que não são apenas mais poderosas quanto mais próximas de suas respectivas bases, mas invulneráveis até que suas predecessoras sejam destruídas. No centro de cada base está uma estrutura central chamada "Ancestral", que é a Árvore do Mundo para a Sentinela ou o Trono de Gelo para o Flagelo. Para vencer uma partida, o Ancestral do inimigo deve ser destruído.

### Dota 2
O interesse da Valve na propriedade intelectual do Dota começou quando vários funcionários veteranos, incluindo o designer de Team Fortress 2 Robin Walker e o executivo Erik Johnson, tornaram-se fãs da modificação e queriam construir uma sequência moderna. A empresa se correspondeu com IceFrog por e-mail sobre seus planos de longo prazo para o projeto, e ele foi posteriormente contratado para dirigir uma sequência. IceFrog anunciou pela primeira vez sua nova posição por meio de seu blog em outubro de 2009, com Dota 2 sendo oficialmente anunciado um ano depois. Pouco depois, a Valve entrou com uma reivindicação de marca registrada para o nome Dota. Na Gamescom 2011, o presidente da empresa, Gabe Newell, explicou que a marca era necessária para desenvolver uma sequência com a marca já identificável. Mantendo o nome Dota como uma posse da comunidade, Feak e Mescon registraram uma marca registrada oposta para Dota em nome da DotA-Allstars, LLC (então uma subsidiária da Riot Games) em agosto de 2010. Rob Pardo, o vice-presidente executivo da Blizzard Entertainment na época, afirmou da mesma forma que o nome Dota pertencia à comunidade da modificação. A Blizzard adquiriu a DotA-Allstars, LLC da Riot Games e apresentou uma oposição contra a Valve em novembro de 2011, citando a propriedade da Blizzard do Warcraft III World Editor e da DotA-Allstars, LLC como reivindicações apropriadas para o nome da franquia. A disputa foi resolvida em maio de 2012, com a Valve retendo os direitos comerciais da marca Dota, permitindo o uso não comercial do nome por terceiros.
Um dos primeiros objetivos da equipe do Dota 2 foi a adaptação do estilo estético de Defense of the Ancients para o motor Source. As facções "Iluminados" e "Temidos" substituíram a Sentinela e o Flagelo da modificação, respectivamente. Nomes de personagens, habilidades, itens e design de mapa da modificação foram amplamente mantidos, com algumas mudanças devido a marcas registradas de propriedade da Blizzard. Na primeira sessão de perguntas e respostas sobre o Dota 2, IceFrog explicou que o jogo seria construído sobre a modificação sem fazer mudanças significativas em seu núcleo. A Valve contratou grandes colaboradores da comunidade de Defense of the Ancients, incluindo Eul e o artista Kendrick Lim, para ajudar na sequência. Após quase dois anos de testes beta, Dota 2 foi lançado oficialmente na Steam para Windows em 9 de julho de 2013 e para OS X e Linux em 18 de julho de 2013. O jogo não lançou com todos os heróis de Defense of the Ancients. Em vez disso, os que faltavam foram adicionados em várias atualizações pós-lançamento, com o último, bem como o primeiro herói original do Dota 2, sendo adicionado em 2016. Desde seu lançamento, Dota 2 foi citado como um dos maiores jogos de todos os tempos. É também o jogo de esporte eletrônico mais lucrativo de todos os tempos, rendendo à equipes e jogadores um total de mais de US$ 100 milhões até junho de 2017.

### Artifact
Artifact é um jogo digital de cartas colecionáveis baseado no Dota 2, desenvolvido e publicado pela Valve. O jogo se concentra em batalhas online de jogador contra jogador em três tabuleiros chamados de trilhas. O desenvolvimento dele começou no final de 2014, com o designer-chefe Richard Garfield sendo contratado para ajudar a fazer um jogo de cartas digital devido à sua experiência na criação da franquia Magic: The Gathering. O jogo foi anunciado por meio de uma prévia divulgada no The International de 2017, um grande torneio de esporte eletrônico específico do Dota 2 organizado pela Valve. Artifact foi lançado para Windows, OS X e Linux em novembro de 2018, com versões planejadas para Android e iOS. Embora sua jogabilidade e mecânica de desenho tenham recebido elogios, ele foi criticado por sua alta curva de aprendizado e modelo de monetização, que alguns compararam a ser pago para ganhar ("pay-to-win"). O jogo teve uma queda de 95% no número de jogadores dois meses após seu lançamento e tinha menos de 100 jogadores simultâneos em meados de 2019.

### Dota Underlords
Dota Underlords é um jogo auto chess gratuito para jogar, um tipo de jogo de estratégia multijogador competitivo semelhante ao xadrez, desenvolvido e publicado pela Valve. O jogo é baseado em um modo de jogo criado pela comunidade Dota 2 chamado Dota Auto Chess, com jornalistas notando as origens paralelas de modificação que DotA teve de Warcraft III. Foi lançado em acesso antecipado em junho de 2019 para Android, iOS, OS X, Windows e Linux, com lançamento oficial planejado para fevereiro de 2020. Um dos muitos jogos de auto chess lançados após a popularidade do Dota Auto Chess, os críticos o consideraram um dos mais fáceis de entrar para os jogadores mais novos do gênero. Em Dota Underlords, os jogadores colocam personagens, conhecidos como heróis, em um campo de batalha em forma de grade 8x8. Após uma fase de preparação, os heróis de uma equipe lutam automaticamente contra a equipe adversária sem qualquer intervenção direta do jogador. Uma partida apresenta até oito jogadores online que se revezam jogando um contra o outro em um formato um contra um, com o vencedor sendo o último jogador em pé após eliminar todos os jogadores adversários.

## Outras mídias

### Série de televisão
Em março de 2021, estreou uma série de televisão baseada na franquia em formato de anime na Netflix chamada Dota: Dragon's Blood. Foi produzida pelo Studio Mir em associação com a empresa Kaiju Boulevard.